# Amphitrite chloraema
Amphitrite chloraema är en ringmaskart som först beskrevs av Schmarda 1861.  Amphitrite chloraema ingår i släktet Amphitrite och familjen Terebellidae. Inga underarter finns listade i Catalogue of Life.